# Melanie Hauss
Melanie Hauss (nacida como Melanie Annaheim, Aarau, 20 de diciembre de 1982) es una deportista suiza que compitió en triatlón. Ganó una medalla de plata en el Campeonato Mundial de Triatlón por Relevos Mixtos de 2011. Está casada con el triatleta francés David Hauss.

## Palmarés internacional
| Campeonato Mundial por Relevos Mixtos | Campeonato Mundial por Relevos Mixtos | Campeonato Mundial por Relevos Mixtos | Campeonato Mundial por Relevos Mixtos |
| Año                                   | Lugar                                 | Medalla                               | Prueba                                |
| ------------------------------------- | ------------------------------------- | ------------------------------------- | ------------------------------------- |
| 2011                                  | Lausana (Suiza)                       | Medalla de plata                      | Relevo mixto                          |